# Річкові монітори типу «Неошо»

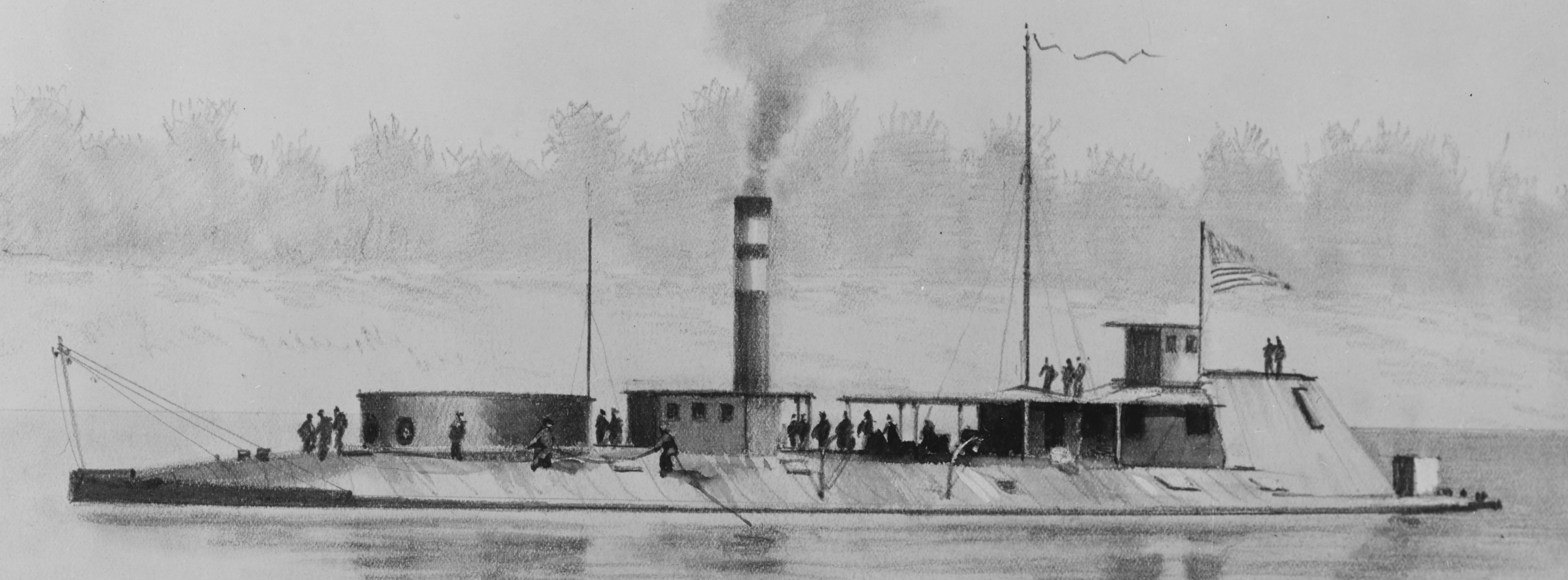
Монітор «Неошо». Картина Оскара Паркса.

Монітори типу «Неошо» (англ. Neosho-class) — два річкових монітора з гребними колесами, побудовані для Річкової ескадри Міссісіпі під час Громадянської війни в США. Перші річкові монітори у світі. Брали участь у багатьох кампаніях. «Оседж» брав участь у боях під Мобілом, де і загинув, підірвавшись на міні. «Неошо» списаний в 1873 році.

## Історія
Під час Громадянської Війни в США, річка Міссісіпі мала особливе значення для обох сторін. Для південців, це була життєво важлива транспортна артерія, по якій здійснювалася значна частка всіх їх комунікацій. Контроль над Міссісіпі мав для Конфедерації критичне значення - у разі втрати контролю над річкою і її численними притоками, слабка дорожня мережа Конфедерації не зуміла б компенсувати виниклий дефіцит транспорту.
Чудово розуміючи значення Міссісіпі, північани на самому початку війни організували кампанію за встановлення контролю над рікою спільними діями військово-морських сил під командуванням адмірала Фаррагута, що піднімалися вгору по річці від захопленого сіверянами Нового Орлеана — і річкової ескадри канонерських човнів, створеної армією північан у верхів'ях річки. Щоб успішно протистояти  потужним береговим батареям південців, які захищали ріку, північани в 1862 побудували значну кількість річкових броненосних канонерських човнів, захищених залізною бронею. Ці кораблі відіграли важливу роль в успішному просуванні північан по Міссісіпі.
Досвід бойових дій, проте показав, що канонерські човни з артилерією, встановленій у броньованому казематі, не є оптимальним типом кораблів для дій на річках. Головним їх недоліком була слабка броня. Просторий каземат при невеликій водотоннажності змушував обмежитися лише її мінімальною товщою, здатною витримати попадання снарядів польової артилерії, але не важких гармат. Крім того, наводити гармати через вузькі порти каземату було досить складно.
Успішний досвід «Монітора» в битві на  рейді Гемптон-Роудс  підштовхнув адміралів втілити ту ж концепцію —  сильно захищеного корабля з низьким бортом та з артилерією в невеликій башті  і для річкових кораблів, призначених для дій на Міссісіпі. Установка артилерії у башті дозволяла вільно наводити гармати в будь-якому напрямку, а низький борт і невеликі розміри башти — уможливлювали істотне посилення броньового захисту. Контракт на будівництво двох експериментальних кораблів отримав багатий промисловець і винахідник Джеймс Ідс. Обидва кораблі будувалися на заводі «Юніон Айрон Уорк» в Керонделіт, штат Міссурі.

## Конструкція
Монітори серії «Неошо» були розроблені в короткі терміни на базі попередніх броненосних канонерок серії «Сіті», і багато в чому нагадували своїх попередників. Ці монітори були плоскодонними, з осадкою не більше 1,4 метра (початковий контракт передбачав осадку не більш як 1,1 метра, але це виявилося недосяжним). Щоб при настільки малій осаді розмістити механізми, Ідс зробив  палубу кораблів опуклою в центрі, подібно панциру черепахи. Єдина башта знаходилася в носовій частині корабля; позаду неї розташовувалася невелика неброньована надбудова.
Так як гвинтовий двигун при настільки малій осадці був би неефективним, монітори серії «Неошо» приводилися в дію кормових гребним колесом. Хоча це і збільшувало вразливість їх двигуна, це ж робило їх здатними легко долати мілини і перешкоди, без ризику застрягнути лопатями в ґрунті. Гребне колесо було поміщено в броньованому казематі на кормі. Стінки каземату були скошені для підвищення стійкості до ударів снарядів. 

### Озброєння
Озброєння моніторів серії «Неошо» розміщувалося в єдиній гарматній башти на носі. Воно складалося з двох 279-міліметрових гладкоствольних гармат Дальгрена. Кожна гармата важила 7,3 тонни. Вона стріляла 136-кілограмовим снарядом на дистанцію до 3500 метрів. На момент побудови моніторів, це були найбільш потужні гармати, коли-небудь встановлені на річковому кораблі.
Сектор обстрілу гарматної башти становив близько 300 градусів. Частина сектору обстрілу на кормі блокував броньований каземат гребного колеса. Тим не менш, в ситуації ведення боїв на річці, необхідність вести вогонь у напрямку корми була невелика (у крайньому випадку, монітор просто міг рухатися кормою вперед, навівши башту на переслідувача).

### Бронювання
Бронювання моніторів було виготовлено з окремих шарів кованих залізних плит; хоча така багатошарова захист поступалася суцільним плитах еквівалентної товщини по міцності, виготовити її було значно легше і дешевше. Борти і каземат гребного колеса були прикриті двома шарами плит загальною товщиною 64 міліметра на товстій дерев'яній підкладці; опукла палуба захищалася одним шаром 38 міліметрових плит. Баштова установка захищалася шістьма шарами плит, загальною товщиною 150 міліметрів.
В цілому, бронювання моніторів повністю відповідала тим умовам, в яких їм доводилося воювати; воно давало повну захист від вогню польової артилерії і гаубиць, і — разом з низьким силуетом — захищало життєво важливі частини корабля від снарядів важких гармат.

### Силова установка
Одна горизонтальна парова машина, розташована в кормовій частині, приводила в рух гребне колесо монітора. Пар давали чотири котла. Потужності, що становила 400 кінських сил, вистачало для досягнення максимальної швидкості 10 вузлів, завдяки малій осаді і невеликого гідродинамічного опору колісному двигуну.

## Служба
Спущений на воду в лютому 1863 року (рівно за місяць до однотипного «Оседж»), «Неошо» був прийнятий флотом 13 травня 1863 року. Північ збиралася використовувати корабель для облоги Віксбургу, але місто впало за місяць до того, як монітор прибув на місце бойових дій. Більшу частину кар'єри монітор провів на річці Міссісіпі та її притоках, захищаючи транспорти Півночі від дій Півдня, які продовжували турбувати Півнчі періодичними рейдами і обстрілами із замаскованих батарей. 8 грудня 1863 року, коли мобільна берегова батарея конфедератів вчинила кілька нападів на транспортні пароплави Півночі під Віксбургом, «Неошо» очолив ескадру бойових кораблів, що змусили батарею припинити обстріли.
З березня по травень 1864 року «Неошо» брав участь у невдалій кампанії адмірала Портера по встановленню контролю над Ред-Ривер. В ході цієї кампанії несподіване падіння рівня річки призвело до того, що монітор майже на півроку застряг в Александрії, штат Луїзіана, не в силах подолати мілини. Щоб визволити його і інші кораблі, північанам довелося побудувати кілька дамб, і тільки коли рівень води підняли таким чином, «Неошо» зумів піти. У грудні 1864 року «Неошо» брав участь у придушенні берегових батарей південців на річці Камберленд; хоча монітор отримав більше сотні влучень, він не був значимо пошкоджений, і успішно виконав своє завдання.
«Оседж» вступив в дію в липні 1863 року і також брав участь у патрулюванні Міссісіпі, а пізніше — в діях на Ред-Ривер. 15 березня 1864 року одна тільки поява «Осейдж» змусило Александрію в штаті Луїзіана здатися без єдиного пострілу. Монітор відзначився в бою 12 квітня за Блейр Лендінг, в штаті Луїзіана. Там війська Півночі, які переправлялись через  річку, були атаковані силами кавалерії Конфедерації, що мали чисельну перевагу. Але завдяки вмілому використанню місцевості і підтримці річкової ескадри північани розгромили противника. Проте в кінці травня, вже після завершення кампанії, монітор сів на мілину, і незважаючи на всі зусилля, його довго не могли зняти. Рівень води в річці влітку впав, і не підтримувані водою, ніс і корма «Оседжа» почали просідати; що призвело до деформації конструкцій. З великими складнощами корабель зняли мілини восени і відбуксирували для ремонту в Маунд-Сіті.
Повернувшись до складу флоту, «Оседж» був переведений з річкової на прибережну службу. Він був включений до складу Блокадної Ескадри Західної Затоки, для дій проти порту Мобайл. Корабель брав участь в боях за Іспанський Форт на підступах до міста, підтримуючи своїм вогнем наступ північан; однак, 29 травня 1865 року він підірвався на міні, не поміченою загонами розмінування, і затонув; при цьому загинули два матроси і ще кілька отримали поранення. Корабель був піднятий, але в склад флоту не повернуто і в 1867 році був проданий на брухт.
«Неошо» був виведений в резерв в 1865 році. На відміну від багатьох інших річкових моніторів, флот зберігав його тривалий час. У 1869 році він був перейменований на «Віксен» («Чарівниця»), а незабаром після цього — в «Оцеола». Він був списаний на брухт в 1873 році.